# Tschingelhorn
Le Tschingelhorn, ou Tschingelhoren, est un sommet des Alpes bernoises en Suisse. Il culmine à 3 557 mètres d'altitude.

## Géographie
Le Tschingelhorn est situé dans les Alpes bernoises entre deux vallées : la vallée de la Lütschine dans le canton de Berne et le Lötschental dans le canton du Valais. Il est ainsi situé sur la ligne de partage des eaux entre mer Méditerranée et mer du Nord. Un sommet secondaire, le Kleines Tschingelhorn, est situé à l'ouest du sommet.

## Premières ascensions
- 6 septembre 1865 - voie normale versant sud par Heinrich Feuz, W.H.Hawker, Ulrich Lauener, Christian Lauener.
- juillet 1892 - arête est par E.H.F. Bradby et Ch . Jossi.
- 14 juillet 1903 - face nord-ouest par Dr. Oliver K. Williamson, Jean Maître et Raphael Lochmatter.

## Culture
Le Tschingelhorn fait partie des montagnes qui apparaissent sur la photo officielle de 2024 du Conseil fédéral.